# Сё Боку
Сё Боку (яп. 尚 穆, 1739—1794) — ван государства Рюкю (1752—1796). Его официальное правление началось с 1756 года. До этого страной управлял в качестве регента Сайон (1751—1752). Во второй половине XVIII в. экономика и сельское хозяйство в Королевстве Рюкю приходит в упадок. Причиной всему стали стихийные бедствия. Так марте 1771 г. произошло мощное землетрясение, которое разбудило подводной вулкан в районе к юго — востоку от Игисаки и вызвало огромный цунами, захватившие Мияко и Иэями.

## Внешняя политика
Ванство Рюкю со времен образования имел дипломатические связи с Китаем и Японией. 1756,1757 году в страну прибывали китайские послы Цюань Куй и Чжоу Хуань. Китайский посол Чжоу Хуань написал шестнадцати томную топографию для императора Цяньлуна. Также ван Сё Боку направлял посольство благодарности к японскому сёгунату Токугава в 1752, 1764, 1790 годах.